# 현대 클래식 음악
현대의 클래식 음악은 현대로 이어진 클래식 음악이다. 이 범위에 대하여 현재로는 별다른 정설이 없다. ‘현대 음악’이라는 말이 ‘바로크 음악’ 등과 같이 음악사적 양식 개념을 토대로 하고 있지 않다는 점과 지금의 현재가 바로 현대라는 것, 그리고 클래식 음악의 시대 개념을 받아들이는 사람들의 견해에 따라 큰 차가 생기기 때문에 명확한 정설을 짓기는 어려운 것이다. 영어의 ‘현대 음악’에 해당하는 modern music(근대 음악), contemporary music(현대 음악), 20th-century classical music(20세기 음악) 등이 가리키는 내용은 모호하다. ‘contemporary music (현대 음악)’이 연대적으로 명확한 듯하나 영어 이름 'contemporary music' 은 기본적으로 1975년부터 현재까지의 시기만 가리키기 때문에 약간 모호하긴 하지만 그래도 20세기 (1975년-1999년) 와 21세기 (2000년-현재)를 같이 포함하기도 하다.
현대 음악의 시대는 크게 19세기 말부터 1차 대전까지, 2차 대전까지, 그리고 그 이후로 구분할 수 있다.

## 19세기 말에서 제1차 대전까지
1890년부터 1917년까지의 음악은 리하르트 바그너의 반음계주의 화성을 기초로 점차로 조성이 모호해지기 시작한 후기 낭만주의 음악의 양식에 강력한 영향을 받았다.
프랑스에서는 클로드 드뷔시의 목신의 오후에의 전주곡을 시초로 인상주의 음악이 나타났다. 음악의 색채감을 중시하여, 모호한 조성 내지는 무조 음악이 발전되어, 온음 음계를 비롯한 각종 음계와 교회 선법 등이 사용되었다. 모리스 라벨은 인상주의뿐만 아니라 신고전주의적인 면모도 보여주어, 고전 무곡, 푸가와 같은 바로크나 고전주의 음악의 양식을 자주 사용하였다. 에리크 사티는 풍자적이고 유머러스한 곡들과. 벡사시옹 같은 전위적인 작품을 남겼다. 이탈리아에서는 미래파에서 영향을 받은 루이지 루솔로 등이 미래주의 음악, 소음 음악을 시도하여. 구체 음악, 우연성 음악 등에 선구적인 역할을 하였다.
독일에서는 이에 반발하여 작가의 주관을 강조한 표현주의 음악이 나타나 아르놀트 쇤베르크를 중심으로 발전하였다. 이는 후에 음렬주의에 영향을 미친다. 러시아에서는 이고리 스트라빈스키가 원시주의적인 리듬, 화성을 사용하였고, 알렉산드르 스크랴빈은 신비 화음으로 대표되는 신비주의적인 곡을 펴냈다.

## 1·2차 세계 대전기의 음악
제1차 세계 대전 후에는 도나우에싱겐, 잘츠부르크 등에서의 현대 음악제의 개시, 국제 현대음악협회(ISCM)에 의한 현대음악의 발표활동, 그것들을 통한 우수한 신인작곡가의 등장, 미국 재즈 음악의 유럽 음악계에 준 영향 등으로 음악 활동이 활발하였다.
이 시기에는 낭만주의의 반음계주의와, 표현주의의 극도로 주관적인 음악, 인상주의의 모호함에 반발하여 신고전주의 사조가 일어났다. 결과로 명확한 선율과 형식을 중시하는 바로크 음악, 고전주의 음악 스타일로 되돌아가, 대위법을 사용하거나 소나타, 협주곡, 교향곡 같은 형식미를 갖춘 곡들이 많이 작곡되었다. 스트라빈스키는 신고전주의 풍조에 선두적인 역할을 하였으며, 발레곡 《병사 이야기》, 《결혼》 등에 그러한 작풍을 보였다. 프랑스에서는 다리우스 미요를 포함한 프랑스 6인조가, 독일에서는 파울 힌데미트가, 러시아에서는 프로코피예프가 신고전주의를 전개해 나갔다.
1930년대에 이르자 나치 독일의 파시즘과 소비에트 연방의 스탈린주의가 예술가의 자유로운 창작을 불허하게 되어 전위 예술은 매장되고 작풍은 더욱 고전적인 것으로 되었으며 또 전시대적이며 과장스러운 낭만주의 음악이 애호되었다. 소비에트 연방의 경우 1930년의 당대회에서 이오시프 스탈린이 사회주의 국가의 문화에 대하여, “형식으로는 민족적, 내용으로는 사회주의적”이라는 구호를 내세웠으며, 4년 후의 문학자 회의에서는 막심 고리키의 ‘사회주의 리얼리즘’을 바탕으로 한 규약이 채택되어, 첫째로 음악은 계급적 또는 국가목적에 따른 구체적 제재를 지닌 것(오페라, 칸타타) 이 바람직하며, 대중이 알기 쉽게 작곡양식은 고전적 질서와 낭만성을 띤 19세기적 스타일을 기본으로 해야 한다는 철저한 방침에 따라 서구의 모더니즘은 전적으로 부정되었다. 그로 인하여 이 시기 이후의 러시아 작곡가는 신고전적 경향을 가장 농후하게 지니는 결과가 되었다.
아르놀트 쇤베르크는 옥타브 내의 모든 음을 평등하게 사용하는 12음기법을 완성하여 음렬음악이 시작되었다. 이는 알반 베르크와 안톤 베베른이 계승하여 2차 세계대전 후의 모든 음악에 영향을 미치게 된다. 보통 대위법을 사용하는데, 이 시기의 음렬음악은 신고전주의의 영향을 받아 모음곡이나 파사칼리아 같이 고전적인 소재가 많이 쓰였다. 파울 힌데미트는 또한 음악 자체만을 위해 존재하는 것이 아니라 다른 기능을 띄고 실제로 사용될 수 있는 음악을 만들자는 실용 음악, 신즉물주의 음악을 주장하였다.
한편, 재즈나 다조 음악같은 기법도 자주 사용되었다. 다리우스 미요는 발레곡 《천지 창조》에서 최초로 고전 음악에 재즈를 접목시켰고, 이어서 조지 거쉬인은 《랩소디 인 블루》에서도 재즈적인 기법을 사용하였다. 이고리 스트라빈스키도 《병사 이야기》의 래그타임이나 《피아노를 위한 11개의 래그 타임》같은 곡을 썼다. 다조 음악으로는 이고리 스트라빈스키의 발레곡 《페트루시카》가 있었다.

## 제2차 세계 대전 후의 음악
제2차 세계 대전 전의 극히 반동적인 시대에의 격렬한 반발에서 1945년 이후인 전쟁 후는 완전히 새로운 영역을 추구하는 움직임이 몇몇 있었다. 그러나 그러한 움직임의 성과로서 우수한 작품이 나온 것은 종전 후 10년 이상이나 지나서였다. 이와 같이 늦어진 원인의 하나는 전쟁이 가져온 경제적, 문화적 파괴의 규모가 크며, 젊은 세대 사람들의 희생이 많았다는 점과 많은 작곡가들이 미국에 살았으며 새로운 음악창조의 무대일 수 있는 유럽에는 가지 않았다는 점을 들겠으며, 또 하나는 종전 후에 탐구된 새로운 음의 소재나 방법이 그 때까지의 음악관과 단절되었던 것이기 때문에 모색과 시기가 오래 필요했던 것이다. 종전 후 국제간의 협력이 개시되고 1946년 이후 해마다 개최되고 있는 독일 다름슈타트에서의 국제 현대음악 하기강좌에서 그때까지 쇤베르크의 그룹에서만 개척되고 있던 12음기법이 젊은 세대나 후진국의 작곡가들에게 침투하여 연주회 등으로 일반 청중 앞에 모습을 나타내기 시작하였다. 그러나 전후의 세대는 아카데믹한 면을 지니는 쇤베르크의 기법을 과거의 것이라 하여 베베른의 기법에서 발전한 음렬주의 이하의 새로운 양식으로 작곡하고 있다.
이 시기에 등장한 음악과 기법으로는 다음이 있다.
- 음렬주의
- 전자 음악 - 진공관이나 트랜지스터를 사용한 전자적 회로를 써서 음원을 얻고, 또한 그것을 변형하거나 중복시키고, 재생도 하는 종류의 음악을 말한다. 실제의 작품으로는 슈톡하우젠의 〈습작Ⅰ,Ⅱ〉 이후 뛰어난 성과를 올리고 있다.
- 컴퓨터 음악 - 당대에 발달한 컴퓨터에 여러 가지 정보를 주어 만든 음악으로, 최초에는 이것으로 고전적인 작품의 작곡을 하였을 뿐이었다. 그리스의 이안니스 크세나키스는 확률음악이라고도 부르는, 음의 무리(音群)를 확률적으로 다룬 작곡법을 시도하였으며, 이 방법의 경우 스스로 계산하는 것보다 컴퓨터에 프로그램을 넣어 작곡하는 편이 보다 정밀한 숫자를 얻을 수 있기 때문에 컴퓨터를 사용하게 되었다. 한편, 뮌헨에서는 컴퓨터를 직접 전자음 발생장치에 접속시켜 테이프에 음악을 만드는 방법도 실험되었다.
- 구체 음악(Musique concrète)
- 우연성 음악
- 합성주의 음악 - 단일작품 속에서 서로 다른 수법과 여러 가지 경향을 함께 구사하는 것을 합성주의(Synthesism)라 한다. 합성주의의 실례는 세르게이 프로코피예프의 《바이올린 협주곡 2번》에서 볼 수 있는데, 이 곡에는 전통적인 조성에 의한 화음기법, 변형된 화성구조, 박자의 변화, 신낭만주의 및 신고전주의형식 등이 포함되어 있다. 블로흐(Ernest, Bloch, 1880-1959)의 《현악4중주 2번》속에는 12음기법의 이디엄(idiom), 복조, 변박자, 광시곡풍의 요소(제1악장), 다이내믹의 강조(제2악장), 부분적 인상주의적 표현(제3악장), 신고전주의(제4악장) 등이 혼합되어 20세기의 위대한 현악 4중주곡의 하나를 이루고 있는 것이다. 합성주의는 미적 결합을 위반하지 않은 20세기의 절충주의라고도 일컬어진다.
- 그래픽 노테이션
- 점묘주의 음악 - 1880년대 조르주 쇠라의 화법에 착안한 작곡 기법으로서, 색깔은 점들과 짧은 선들의 모자이크로 표현되고, 그 점들은 색깔과 빛의 진동부분으로 바뀌도록 나타내었다. 음악에서의 ‘점묘주의’란 용어는 안톤 베베른의 음악에서 처음으로 사용되었고 이는 각각의 점들이 그 음색·강약 및 명료도(articulation)를 지니고 있어 상대적 고립이나, 일시적인 조화로써 청취된다. 미학적인 면에서 이러한 음들은 거대한 음악적 구조에서 들려지거나, 밀착시켜 나가는 형태에서 잘 조화될 수 있다.
- 확률 음악 - 연주나 작곡에서 우연성을 내포시키고자 한다면 수학적인 확률 계산을 통하여 그 가능성을 작곡자가 예상할 수 있고, 만일 원치 않는 결과가 나올 때 또다른 결과까지도 예상할 수 있도록 만드는 것이 바로 확률 음악이다. 크세나키스의 '스토케스틱(Stochastic)' 음악에서 유래하는데, 이는 확률적으로 각각의 음들을 예측하는 것이 아니라 전체로써 조정되도록 한 것이다. 이와 같은 'Stochastic'이란 어원은 그리스어의 'arget'에서부터 유래된 것이며 18세기 스위스 수학자 베르누이(Bernoulli)에 의하여 정의된 것이다. 크세나키스는 한 음의 역사는 시간에 따라 주어진 진동수의 그래프에 의하여 나타나며, 그 시간축에 따라 음의 피치와 강도를 확률적으로 변화시킬 수 있도록 고안한 것이다.

## 나라별 현대의 클래식 음악

### 프랑스의 20세기
클로드 드뷔시(1862~1918) 후에 바그너주의를 작품에서 명확하게 표현한 사람은 프랑스의 에리크 사티(1866~1925)였다. 그는 신비주의적 비밀결사에 접근하여, 거기서 작곡한 〈별의 왕자를 위한 3개의 전주곡〉(1892)에서는 4도화음의 연결을 빈번히 사용해 10년이나 빨리 쇤베르크의 무조 음악을 암시하였고, 또 《자동필기》라는 제목을 가진 3개의 피아노곡은 초현실주의의 선구를 이루었고, 디아길레프 발레단을 위하여 작곡한 발레 음악에서 타자기나 권총, 발전기 등을 포함한 여러 가지의 타악기를 사용한 오케스트레이션으로 루솔로의 소음주의를 표현하는 등 현대 음악에 큰 영향을 주었다.
모리스 라벨(1875~1937)은 사티, 드뷔시 그리고 러시아 5인조의 영향을 강하게 받으면서도 파리 음악원에서 공부한 가브리엘 포레나 앙드레 제달주에게서 받은 전통적 교육에 평생을 두고 지배되어 고전주의적 작품을 지니고 있다.
에드가 바레즈(1885~1965)는 처음에 인상주의풍의 작품을 썼으나 제1차 세계대전 후 갑자기 매우 전위적인 작품을 발표하기 시작하였다. 12음기법이 쓰인 8중주곡 《옥탄돌》, 타악기만 사용된 《이오니자시온》, 전자음의 테이프와 관, 타악기의 합주곡 《사막》, 브뤼셀 만국박람회장의 4백여개 스피커에서 흘러나온 서정적인 전자음악 《포엠 일렉트로닉》(1958) 등 하나하나의 작품마다 다른 매체를 써서 새로운 음향매체를 제시하였다.
프랑스 6인조라 불리는 작곡가 루이 뒤레, 아르튀르 오네게르, 다리우스 미요, 제르멩 타유페르, 프랑시스 풀랑크, 조르주 오리크 가운데에서 유태인인 다리우스 미요(1892~1974)는 그들의 신고전주의적 강령에도 불구하고 복조(複調)와 다조(多調)로써 안어울림음이 많은 폴리포닉한 작품을 써서 쇤베르크나 베르크를 칭찬하였으며, 자신의 태생지인 지중해적 서정이 넘쳐흐르는 경쾌한 작품을 발표했다. 그리고 발레곡 《세계의 창조》에서는 재즈의 기법도 채택하는 등 그 작풍은 매우 폭넓고 다양하다. 가장 젊었던 프랑시스 풀랑크(1899~1963)는 이 모임의 강령에 가장 충실하여 초기에는 고지식하여 약간 따분한 작품을 썼으나 음악원의 정규교육을 받지 않은 데서 오는 신선함이라고 할 수 있는 자연스럽게 흐르는 선율성이 매력이 되어 만년에 쓴 3개의 오페라는 걸작으로 인정받고 있다.
실내악 운동단체 '라 스피라르'(1935년)와 작곡단체 '준 프랑스'(1956년)의 중심적 활동가였던 올리비에 메시앙(1908~1992)은 드뷔시 이후의 프랑스 최대의 작곡가로 인정받고 있다. 발레이즈의 제자 앙드레 졸리베(1905~1974)는 원시적, 주술적인 것에 매력을 느껴 아프리카와 베트남, 폴리네시아 등 적도 주변의 민족음악의 원색적인 색채로 씌어진 피아노 협주곡 《적도》(1950) 등을 작곡했다. 그리고 그는 전기악기 옹드 마르트노를 위한 협주곡을 쓰기도 했다. 메시앙의 문하로 신고전주의를 철저하게 비판하고 있는 피에르 불레즈(1925~2016)는 스스로 발명한 기법이라는 것은 없었으나 베베른이나 메시앙 등의 어법을 더욱 면밀하게 다듬어서 정묘함을 지닌 작품을 쓰고 있다.

### 이탈리아의 20세기
20세기의 이탈리아 음악에서 이탈리아인이 최초로 큰 역량을 보인 것은 루이지 달라피콜라(1904~75)이다. 그는 처음에 신고전적 작풍이었으나 오페라 《야간비행》으로 12음렬 기법의 자유로운 구사를 보였다. 그 밖의 합창과 방대한 타악기를 포함한 오케스트라인 《수인의 노래》에서는 그레고리안 성가의 12음렬 기법을 병용하여 극적 박력과 서정성을 표현하고 있다. 슈톡하우젠과 더불어 전위음악의 세계에 뛰어든 루이지 노노(1924~90)는 독일에 살면서 첫 작품부터 쇤베르크적 12음기법에 의한 점묘적인 세리엘 양식을 취하였다. 공산주의자인 그는 극히 전위적인 수법으로 사회적, 정치적 주제를 가진 텍스트를 사용한 작품을 발표하였다. 그 뒤를 잇는 루치아노 베리오(1935~2003)는 불레즈를 더욱 연마한 듯한 감각으로 기악곡과 구체적인 전자음악을 작곡하였다. 그 뒤를 잇는 세대도 우연성이나 모든 음악구성 요소를 총동원한 양식을 취하고 있으며 니콜로 카스틸리오니(1932~96)의 작품이나 케이지의 영향을 강하게 받은 부조티의 그래픽 음악이 주목을 받고 있다.

### 독일과 오스트리아의 20세기
제2차 세계 대전의 큰 타격을 받은 독일·오스트리아의 음악은 쇤베르크 그룹의 12음기법의 개척을 겨우 남긴 이외에는 오늘날까지 19세기의 융성을 부활시키지 못하고 있다. 서독의 다름슈타트나 도나우에싱겐에서의 행사, 쾰른에서의 전자음악 스튜디오 등은 제2차 세계대전 후의 유럽 음악부흥의 중요 거점으로 되었으나 거기서 생산되는 음악은 독일의 것이라기보다 세계적·국제적인 것이다. 리하르트 슈트라우스(1864-1949)는 전체적으로 후기 낭만주의의 성격이 짙으나, 한 시기의 작품은 표현주의적 색체가 강하며 그 때문에 무조적 안어울림음이 눈에 띈다. 막스 레거(1873-1916)는 지금까지 관심을 끌지 못했으나 반음계를 구사한 대위법적 작품(12음렬주의의 선구)이나 바로크 양식을 사용한 점 등으로 20세기 음악에 끼친 영향은 매우 크다. 아놀드 쇤베르크(1874-1951)가 알베르 지로의 시로 된 <달에 홀린 피에로(1912)>에서 쓴 '슈프레히슈틴메'라 하여 정확한 음높이로 부르지 않는 낭독풍의 가창방법은 리트 속에 멜로드라마적인 성격을 도입시켜 표현주의적 수법으로서 매우 그 효과가 높다. 그의 수많은 제자 가운데에는 베베른과 베르크가 중요하지만 안톤 베베른(1883-1945)은 뒤에 12음기법을 지향하여 대위법적 수법에 의한 점과 점이 공간에서 교차하는 '점묘사적 작풍'으로 여러 가지 걸작을 냈으며 뮤지크 세리엘의 선구가 되기도 하였다. 알반 베르크(1885-1935)는 일생을 통하여 비인적(的) 정서성을 잃지 않은 사람으로, 12음기법을 사용한 작품이나 순수기악곡에서도 항상 표현주의적이며 극적인 전개를 볼 수 있다. 파울 힌데미트(1895-1963)는 자신의 음악양식을 고정하지 않았으며, 이 외에도 쾰른 방송극의 전자음악 스튜디오 주재자인 아이메르트, 무주제적 작곡원리를 제시한 하이스, 할리우드의 영화음악으로 알려진 에리히 볼프강 코른골트, 베베른의 제자이나 프롤레타리아 작곡가로서 그 방면의 가곡 등을 쓴 아이슬러 등의 활동은 무시할 수 없으며 쿠르트 바일(1900-1950)은 베르톨트 브레히트와의 공동작업으로 된 무대작품으로 훌륭한 업적을 남겼다. 유태인 에른스트 크루시에네크(1900- )는 후기낭만주의, 인상주의, 신즉물주의 등 여러 양식을 사용한 후에 네오 바로크풍의 작풍을 보였으며 또한 재즈를 구사한 오페라 <지오니는 연주한다>(1927)를 발표하여 성공하였으며 또한 12음기법을 열심히 찬양하여 최근에는 뮤지크 세리엘의 수법을 쓰고 있다. 한스 베르너 헨체(1926~2012)는 후기낭만주의에서 12음기법, 그리고 전위적 수법을 사용한 오페라 작곡가로서 활약한 작곡가의 한 사람이라 하겠다. 미요와 메시앙에게 사사한 카를하인츠 슈톡하우젠(1928~2007)은 전자음악과 기악음악 양쪽을 탐구하면서 공간음악, 기악과 전자음악의 결합, 우연성의 채택, 그래픽의 문제 등을 자신의 특유하고 극히 면밀한 논리와 직관으로 차례로 보편화시켜 실천하고 있다.

### 영국의 20세기
영국의 20세기 최대의 작곡가인 벤저민 브리튼(1913-1976)의 음악에는 대위법이나 반음계는 별로 사용되지 않으며 화성과 오케스트레이션에서 오는 음악이 교묘하게 사용되어 부르기 쉬운 선율과 적당하게 신선한 리듬을 볼 수 있다. 오페라 〈피터 그라임스〉(1945)는 헨리 퍼셀 이후의 본격적인 영국 오페라로 절찬을 받았다. 이와 같이 된 오페라는 평범한 인간과 그 사회생활에서 제재를 구하여 항상 대중과의 유대 속에서 쓰고 있다. 서얼(1915- )은 베베른에게서 가르침을 받아 12음기법을 쓴 표현주의적 작품을 썼고 또 프리커(1920- )도 해외에서 활약하고 있다. 1923년에 결성된 국제현대음악협회(ISCM)의 본부가 런던에 설치되었으나 이 나라의 보수적인 성격으로 말미암아 겨우 1952~3년경부터 12음기법을 쓰게 되었으며 게일이나 슈톡하우젠과 함께 전자음악에 관여하고 있는 카아듀 등의 작곡가들이 국제적인 주목을 끌고 있다.

### 폴란드의 20세기
폴란드는 2차 세계대전 중은 나치스 독일의 점령하에 있었고, 전후에도 공산주의국이 되어 사회주의 리얼리즘이 지배하는 등 다른 나라의 정치적, 문화적 지배로 왜곡되어버려 그 재능을 발휘하지 못했던 이 나라의 격렬한 예술성은 1956년의 '해빙' 이후 급격히 영화, 음악, 회화에 있어서 세계 최전위로 왕성한 창조정신을 보이고 있다. 20세기에 들어와서 12음기법의 쓰임에 앞장선 르네 라이보비츠(1913~72)와, 같은 세대의 비톨트 루토스와프스키(1913~94)는 폴란드 음악에 큰 영향을 주었다. 특히 루트스와프스키의 우연성의 요소를 사용한 몇 개의 작품은 국제적으로 연주되고 있다. 유태인인 라바티(1919- )는 이스라엘에 살면서 중동의 음악어법과 12음기법을 결합한 <축복> 등을 발표하였으며 그 뒤로는 파리나 빈에 살면서 우연성을 중히 다룬 작품을 발표하고 있다. 그의 뒤로 세로키, 고토니스키, 바일트, 그래픽이나 우연성을 대담하게 쓴 셰파, 구레츠키 등 전위적 작곡가들이 뒤를 잇고 끝으로 크시슈토프 펜데레츠키(1933~2020)도 합창과 오케스트라의 <시간과 침묵>(1960) 이후 독특한 작풍을 확립하여 52개의 현악기의 미분음을 포함한 불확정한 음정, 소음적 효과, 그리고 현악기의 종래와는 다른 발음법 등 대담한 방법을 취하면서 정묘하고 밀도가 높은 음악을 제공하고 있다.

### 헝가리의 20세기
19세기까지 정치적으로나 예술적으로나 오스트리아의 지배하에 있던 헝가리는 버르토크와 코다이에 의하여 음악적 독립을 획득하게 되었다. 버르토크 벨러(1881-1945)는 처음에 프란츠 리스트, 리하르트 바그너, 리하르트 슈트라우스풍의 민족주의 낭만파적인 작풍을 취하나 코다이와 함께 '마쟈르 민요'(헝가리의 민족음악)를 채집하여 이를 작곡의 소재로 하면서 한편으로는 인상주의나 표현주의를 받아들여 독자적인 음악 어법을 확립했다. 코다이 졸탄(1882-1967)은 버르토크와 같이 민요를 수집했으며, 이를 바탕으로 민족성이 짙은 작품을 작곡했다. 버르토크의 음악이 급진적이었다면, 코다이의 음악은 보수적이었다고 할 수 있다. 버르토크의 어법이 너무 개성적이었기 때문에, 드뷔시나 메시앙처럼 후계자를 양성하지 않았기 때문에 오늘의 헝가리 음악은 코다이의 민족적 신고전주의 작풍에 지배되고 있다. 그러나 그들의 뒤를 잇는 세대에서는 우수한 재능이 보이지 않지만 리게티 죄르지(1924-2006)가 전위적인 작곡계에서 주목되고 있다.

### 미국의 20세기
제1차 세계 대전 후 뉴욕은 세계의 콘서트 도시가 되었고, 또한 작곡가조합 등이 결성되어 그 결과로 현대음악의 육성을 목표로 하는 다른 많은 단체와 그룹의 설립이 왕성해졌다. 한편 이 기간에 유럽의 일류작곡가 다수가 미국에 이주해 왔다는 점도 큰 자극이 되었다. 이러한 상황 속에서 미국의 현대음악은 통속음악파에서 대담한 전우적 실험주의까지 세계의 모든 유파를 망라하고 있다. 아이브스(1874-1954)는 유럽에 앞서 다조(多調)를 시도하여 복리듬이나 12반음 구성을 비롯해서 4분음도 시도하는 등 새대를 초월한 독창적인 작풍을 보였다. 러시아계의 에런 코플런드(1900-90)는 초기에는 유학 시절의 영향으로 현대적 색채가 강하였으나, 1930년대부터 카우보이의 음악이나 컨트리 뮤직 등 백인의 민속음악을 많이 활용하였다. 역시 같은 시대의 헨리 카웰(1897-1965)은 초기의 피아노곡에서 팔로 건반을 눌러 음괴(音塊)를 내거나 전자 악기를 연구하기도 하여 새로운 음소재를 탐구했다. 조지 거슈윈(1898-1937)은 피아노와 관현악을 위한 〈랩소디 인 블루〉를 출발점으로 해서 재즈 요소와 예술음악을 융합시켜 미국 국민으로서는 전형적인 표현이 되는 교향적 작품을 만드는 데 성공하였다. 오페라 〈포기와 베스〉(1935)는 제재의 선택과 음악이란 점에서 최초의 독자적인 미국의 본격적 오페라이다. 이 외에도 레너드 번스타인(1918~96)은 작곡가이자 지휘자, 음악해설가, 저술가로 다양한 분야에서 활약을 하면서 대중매체를 매개로 클래식을 대중화하는데 기여했으며, 엘리엇 카터(1908~2012)는 '20세기의 혁신자'라고 불렸으며 독특한 리듬과 자기만의 음악 어법으로 주목을 받았다. 또한 독일계 미국인인 루카스 포스(1923~)는 케이지식(式)의 우연성과 재즈의 즉흥연주를 결부시킨 수편의 작품으로, 유럽에서도 주목을 끌고 있다.

### 멕시코, 브라질, 아르헨티나의 20세기
멕시코의 카를로스 차베스(1899-1978)는 11개의 타악기만으로 된 《토카타》나 민족적 색채를 곁들인 발레곡 등을 발표하였으며, 이 외에도 교향시 《센세마야》, 영화음악 《마야인의 밤》으로 유명한 실베스트레 레부엘타스(1899~1940), 가곡 〈작은 별〉로 유명한 마누엘 폰세(1882~1948) 등이 있다. 또한 브라질의 에이토르 빌라로부스(1887-1959)는 브라질 오지에서 채집한 민요를 토대로 특수한 악기 편성으로 된 독특한 음색을 추구했으며, 아르헨티나의 알베르토 히나스테라(1916~83)는 민족적인 제제를 국제적인 수법(신표현주의, 12음 기법 등)으로 표현했다.

### 러시아의 20세기
드뷔시, 쇤베르크와 함께 인상파 이후 러시아의 가장 중요한 작곡가인 이고리 스트라빈스키(1882-1971)는 원시주의·신고전주의를 거쳐 음렬기법으로 나아갔고 다시 점묘적 텍스처까지 취하게 되어 제2차 세계대전 후의 전위양식에 가까웠다. 신비주의자인 알렉산드르 스크랴빈(1872-1915)의 후계자로 간주되는 로스라베츠는 러시아에서 최초로 무조적 작품을 썼고 1925년경까지는 12음기법이나 그 외 당시의 전위적 수법으로 작곡하고 있었으나 그 후 국내사정이 허락하지 않아 곧 음악계에서 자취를 감추고 말았다. 혁명 후 최대의 작곡가 세르게이 프로코피예프(1891-1953)는 처음에 민족주의적 원시주의에 인상주의와 표현주의 수법을 사용한 생생한 작품을 썼고 대담한 안어울림음의 사용을 거쳐 미국에서의 3년 동안 신고전적 작품을 발표, 1933년에 소비에트로 돌아온 뒤부터 사회주의 리얼리즘 아래 비판을 받았다고는 하지만, 쇼스타코비치만큼은 자기를 포기하지 않았다. 그와 쇼스타코비치 사이에는 하차투리안, 카발렙스키 등이 실력을 갖고 있으나 드미트리 쇼스타코비치(1906-1975)는 사회주의 리얼리즘에 의한 예술비판의 표적이 되어 당의 정책변경에 좌우되었으며, 그때마다 작풍을 바꾼 전형적인 작곡가였다.

## 같이 보기
- 헤어만 다누저
- 폴 두 노이어